# Bitwa pod Krotoną
Bitwa pod Krotoną (zwana też bitwą u przylądka Cap Colonna) – starcie zbrojne, które miało miejsce 14 lipca 982 roku.
W roku 976 zmarł cesarz Bizancjum Jan I Tzimiskes. Osłabione wojną domową cesarstwo ponownie stało się celem ataku Saracenów. Emir Sycylii z dynastii Kalbidów Abu al-Kasim podjął wyprawę do Kalabrii i Apulii oraz spalił Tarent. Wobec bierności Bizancjum cesarz zachodu Otton II podjął się obrony południowych Włoch.
U przylądka Cap Colonna na terytorium antycznej Krotony wojska Ottona starły się z armią Abu al-Kasima – lipiec 982. Bitwa zakończyła się klęską rycerstwa germańsko-włoskiego. Sam cesarz ledwo uszedł z życiem tylko dzięki poświęceniu żyda Kalonymosa, który mu ofiarował swojego konia. Ścigany przez Saracenów cesarz schronił się na bizantyńskim okręcie wojennym. Na szczęście dla chrześcijan, w bitwie śmierć poniósł Abu al-Kasim, co położyło chwilowo kres najazdom saraceńskim.

## Sytuacja polityczna
Po śmierci bizantyjskiego cesarza Jana I Tzimiskesa w 976 Cesarstwu Wschodniorzymskiemu grozić zaczął poważny kryzys rządowy, potęgowany licznymi najazdami Saracenów na posiadłości greckie w południowej Italii. Rządzący wówczas Sycylią emir z dynastii Kalbidów Abu al-Kasim dokonał wypadu na stały ląd zagrażając longobardzkim książętom Kapui, Benewentu, Spoleto oraz Salerno.
Osłabione politycznie Cesarstwo Wschodniorzymskie dzięki wpływom cesarzowej Teofano, zdobyło się na poważny wysiłek militarny. Dla ratowania cesarstwa Otton II sprowadził z Niemiec 2100 ciężkozbrojnych rycerzy, starając się równocześnie uspokoić wewnętrzne spory na tronie longobardzkim.

## Bitwa
Pomimo wtargnięcia Saracenów do Kalabrii, cesarz musiał najpierw rozprawić się z Tarentem, które to miasto po długim oblężeniu wpadło w jego ręce latem 982. Dopiero po tym mógł rozpocząć kampanię przeciwko muzułmanom.
13 lipca 982 armia cesarska pociągnęła wzdłuż wschodniego wybrzeża, docierając do przylądka Colonna położonego na południe od Krotony. Tutaj doszło do spotkania z Saracenami. Przebieg walki był początkowo niezwykle korzystny dla chrześcijan. Pobili oni przeciwnika zmuszając go do odwrotu. Padł m.in. Abu al-Kasim. Zwycięzcy całkowicie lekceważąc nie do końca jednak pobitego wroga kontynuowali marsz. W pewnym momencie nastąpił niespodziewany atak muzułmańskiej rezerwy, która w uporządkowanym szyku bitewnym starła się z nieprzygotowanym przeciwnikiem. Atak przyniósł całkowite zwycięstwo Saracenom, którzy wprost zmietli armię chrześcijan. Padło bardzo wielu szlachetnych rycerzy, a sam cesarz zmuszony był do ratowania się ucieczką z pola bitwy.

## Następstwa bitwy
Obie strony poniosły w walce tak duże straty, że uniemożliwiło to kontynuowanie dalszej kampanii przez Ottona, także Saraceni wycofali się na Sycylię. Klęska w bitwie wywołała w całym cesarstwie wielkie poruszenie, miała też swój oddźwięk w Niemczech, które dążyły do panowania na południu Włoch. Dnia 27 maja 983 na reichstagu w Weronie szlachta starała się osłabić autorytet cesarza. Dalszą wojnę z Saracenami zrzucono na barki Włochów, gdyż rycerze niemieccy potrzebni byli w tym czasie na granicy z Saksonią z którą toczono walki.
Niespodziewana śmierć Ottona II na początku grudnia 983 wprowadziła spory zamęt na tronie cesarskim. Spadkobiercą do tronu stał się bowiem 3-letni syn cesarza, faktyczne rządy sprawowali jednak do czasu uzyskania przez niego pełnoletniości książęta niemieccy.